# Église de la Nativité-de-Notre-Dame de Vassy
L'église de la Nativité-de-Notre-Dame est une église située à Étaule dans le hameau de Vassy, dans le département français de l'Yonne.

## Historique
Édifiée de 1859 à 1862 à l'initiative de la famille Gariel, elle est construite dans le style ogival du XIVe siècle, avec une façade de style gothique. L'église - d'une longueur de 45 mètres - comporte trois nefs composées de cinq travées, elle est surmontée d'un clocher terminé en flèche. Dans une crypte se trouve le caveau funéraire de la famille Gariel.

## Description
L'église fait l'objet d'une inscription au titre des monuments historiques par arrêté du 5 août 2020.